# The Residences at Greenbelt – San Lorenzo Tower
The Residences at Greenbelt – San Lorenzo Tower es un rascacielos residencial situado en Makati, Gran Manila, Filipinas. Es el segundo de los tres edificios construidos como parte del complejo The Residences at Greenbelt (TRAG), y es el más alto de los tres. Es el 11º edificio más alto de Filipinas y también del Gran Manila, con una altura de 204,5 metros hasta su aguja arquitectónica.
El edificio tiene 57 plantas por encima del terreno, incluyendo un podio de cuatro plantas con establecimientos comerciales, y tres sótanos para aparcamiento. Se considera uno de los edificios residenciales más prestigiosos de Filipinas.

## Localización
El complejo The Residences at Greenbelt se sitúa en Antonio Arnaiz Avenue (antiguamente conocida como Pasay Road), rodeado por Paseo de Roxas Avenue, Greenbelt Drive y Esperanza Street. Allí se situaba antiguamente la bolera Coronado Lanes y un aparcamiento. Dentro del distrito financiero de Makati, está situado estratégicamente cerca de centros comerciales, hoteles, oficinas, colegios y zonas de ocio. Como su nombre indica, es parte del Complejo Greenbelt que también incluye el Greenbelt Mall. Justo al otro lado de Greenbelt Drive está el Hotel Renaissance Makati City.

## Equipo del proyecto
The Residences at Greenbelt – San Lorenzo Tower fue planeada y diseñada por Architecture International, en cooperación con la firma arquitectónica local GF & Partners Architects, quienes también realizaron la planificación de los espacios. El diseño estructural fue realizado por Aromin & Sy + Associates, y revisado por la firma de ingeniería internacional Skilling Ward Magnusson Berkshire.
R.J. Calpo & Partners fueron los ingenieros mecánicos, y R.A. Mojica & Partners los ingenieros eléctricos. NBF Consulting Engineers estuvo a cargo del diseño sanitario, de fontanería y de protección ante el fuego.
Otros miembros del equipo de diseño son E.A. Aurelio + ADI Ltd. Inc. (diseño paisajístico); ALT Cladding & Design Philippines (revestimiento exterior); C.T. Onglao Architects (diseño interior de las áreas comunes de San Lorenzo Tower); y Master Charlie Chao (consultor de Feng Shui).
El equipo de construcción está compuesto por Jose Aliling & Associates (Administración del proyecto y la construcción); Rider Hunt Liacor Inc. (Aparejador); y Makati Development Corporation (contratista general).
Ayala Property Management Corporation es el administrador del edificio.
Durante su construcción, también era conocido como TRAG-2 Project.